# Джордан Фішер
Джордан Вільям Фішер (англ. Jordan William Fisher; нар. 24 квітня 1994, Бірмінгем) — американський актор, співак і танцюрист.
Фішер розпочав свою кар'єру з епізодичних ролей у кількох телесеріалах каналу Дісней, зокрема «Таємне життя американського підлітка» (2012) та «Лів і Медді» (2015-2017). Він також озвучив Морського Яструба у мультсеріалі «Ші-Ра і могутні принцеси» (2018-2020).
Джордан Фішер випустив однойменний міні-альбом на Hollywood Records у 2016 році. Фішер та його партнерка з танців Ліндсі Арнольд виграли 25-й сезон американського шоу «Танців із зірками» (2017). Потім він вів «Танці із зірками: Юніори» у 2018 році та був коментатором Чемпіонату світу з Fortnite 2019 року.
Він знявся в ролі Барта Аллена / Імпульса в серіалі телеканалу CW «Флеш» (2021–2022) та у фільмах Netflix «Усім хлопцям: P.S. Я досі вас кохаю» (2020), «Зроби це» (2020) та «Привіт, бувай і все, що між ними» (2022).

## Фільмографія
| Рік       |    | Українська назва                     | Оригінальна назва                         | Роль                               |
| --------- | -- | ------------------------------------ | ----------------------------------------- | ---------------------------------- |
| 2009      | с  | АйКарлі                              | iCarly                                    | Кларк (1 серія)                    |
| 2012      | с  | Таємне життя американського підлітка | The Secret Life of the American Teenager  | Джейкоб Боумен Гудіна (9 серій)    |
| 2014      | с  | Грізна сімейка                       | The Thundermans                           | Ділан (1 серія)                    |
| 2015—2017 | с  | Лів і Медді                          | Liv and Maddie                            | Голден Діппледорф (11 серій)       |
| 2015—2016 | с  | Вовченя                              | Teen Wolf                                 | Ной Патрік (2 серії)               |
| 2016      | с  | Кістки                               | Bones                                     | Ієн Джонсон (1 серія)              |
| 2018—2020 | мс | Ші-Ра і могутні принцеси             | She-Ra and the Princesses of Power        | Морський яструб (голос) (15 серій) |
| 2020      | ф  | Усім хлопцям: P.S. Я досі вас кохаю  | To All the Boys: P.S. I Still Love You    | Джон Емброуз Макларен              |
| 2020      | ф  | Зроби це                             | Work It                                   | Джейк Тейлор                       |
| 2021—2022 | с  | Флеш                                 | The Flash                                 | Барт Аллен / Імпульс (6 серій)     |
| 2021      | мс | Робоцип                              | Robot Chicken                             | Статуя Давида (голос) (1 серія)    |
| 2021      | мс | Зоряні війни: Видіння                | Star Wars: Visions                        | Ден Г'ваш (голос) (1 серія)        |
| 2022      | мф | Я — панда                            | Turning Red                               | Робер (голос)                      |
| 2022      | ф  | Привіт, бувай і все, що між ними     | Hello, Goodbye, and Everything in Between | Ейдан                              |